# Ithomia nigrimargo
Ithomia nigrimargo is een vlinder uit de familie Nymphalidae. De wetenschappelijke naam van de soort is voor het eerst geldig gepubliceerd in 1873 door Arthur Gardiner Butler.